# Denis Fortin
Denis Fortin (né 1964 à Saguenay, Québec) est un animateur de radio québécois.

## Radio
Denis Fortin fait de la radio depuis 1984. Il fait ses débuts à Montréal en 1986 à la station de radio CKOI-FM,, où on lui confie en 1991 l'animation du « 6 à 6 », le décompte quotidien de la station,,,. Il a fait progresser de 400 % les cotes d’écoute du « 6 à 6 » pour en 1995, établir le record canadien (toujours inégalé) toutes heures confondues avec un résultat de plus de 221 000 auditeurs à 18 heures,,.
D'août 2005 jusqu'en 2012, il passe à l'antenne de CKMF-FM (réseau NRJ), ou il anime les émissions "Radio-Lounge", "Le Grand Décompte NRJ", "NRJ Weekend" et "Le Top 20 de la Hitliste" (soit les 20 chansons les plus téléchargées à Montréal).
De l'automne 2012 au printemps 2018, il anime la musique du 6 à 8, du lundi au jeudi de 18 h à 20 h sur les ondes de Rythme FM. De 2018-19, cette émission s'appelle Le Top 6 à Denis. Depuis 2019, cette émission s'appelle La Playliste.
À l'automne 2023, Denis passe à Rouge FM.
Pour son émission « Le 6 à 6 », il a été récipiendaire du prix Mérite du français - catégorie médias, visant à saluer la qualité du français en ondes, en 1995, 1996 et 1998.

## Télévision
- 1994 : Zap : lui-même (épisode du 16 novembre avec Rudy Caya de Vilain Pingouin)[13]
- 2011 : Comment survivre aux week-ends : Bobby[14]